# Eidalimus angustifrons
Eidalimus angustifrons är en tvåvingeart som beskrevs av James 1967. Eidalimus angustifrons ingår i släktet Eidalimus och familjen vapenflugor. Inga underarter finns listade i Catalogue of Life.